# Toshiba T1000

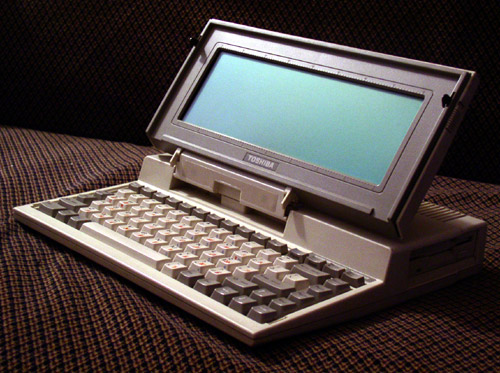
Der Toshiba T1000

Der Toshiba T1000 ist ein 1987 eingeführter Laptop-Computer der japanischen Toshiba Corporation. Mit seinem Preis um die 1000 Dollar gilt er als der erste für ein großes Publikum erschwingliche tragbare PC.
Der Toshiba T1000 bekam aus der Fachpresse uneingeschränktes Lob und wurde sieben Jahre lang gebaut. Das legendäre Byte-Magazin nahm ihn in seine ‚Exzellenz‘-Riege auf und nannte ihn „einen Computer, der die Tragbarkeit an ihre Grenze bringt, […] und dabei trotzdem ein richtiger Computer bleibt, der die Aufgaben der realen Welt erledigen kann.“
Der Toshiba T1000 wiegt 2,9 kg. Seine CPU ist ein mit 4,77 MHz getakteter 80C88-Prozessor, der Arbeitsspeicher umfasst 512 kB. Das Betriebssystem MS-DOS 2.11 ist fest eingebaut, über das 3,5 Zoll-Laufwerk können alternative MS-DOS-Versionen und kompatible Software geladen werden. Die CGA-Grafikkarte liefert ein monochromes Bild. Der Nickel-Cadmium-Akku des Toshiba T1000 mit 1300 mAh versorgt den Computer im Normalbetrieb ungefähr 2 Stunden lang.
Das Gerät hat diverse Anschlussmöglichkeiten für Peripherie, etwa einen RGB-Ausgang für einen Farbmonitor, zwei parallele und einen seriellen RS-232-C Ausgang. Die Nachfolger des Erfolgsmodells waren der Toshiba T1100 bis T3100.
Der Toshiba T1000 hatte einen technisch vergleichbaren, jedoch doppelt so schweren und deutlich teueren Konkurrenten auf dem Markt, den 1986 erschienenen IBM PC Convertible.